# ロヘル・エスピノサ
ロヘル・エスピノサ（Roger Espinoza、1986年10月25日 - ）は、ホンジュラス出身のサッカー選手。スポルティング・カンザスシティ所属。ポジションはMF。元サッカーホンジュラス代表。

## 経歴

### クラブ
2008年のMLSスーパードラフトで、1巡目(全体11人目) でカンザスシティ・ウィザーズに指名された。
2012年11月、プレミアリーグのウィガン・アスレティックFCにフリーで加入。2014年12月、双方合意の上で契約を解除した。
ウィガン退団後、古巣スポルティング・カンザスシティに復帰した。

### 代表
2009年1月に母国ホンジュラスで開催されたUNCAFカップ2009で、レイナルド・ルエダ監督からホンジュラス代表初招集を受けた。同トーナメントでは3試合に出場し、エルサルバドル戦でチームを3位に導く代表初ゴールを決めた。
2012年夏にはロンドンオリンピック参加メンバーにルイス・フェルナンド・スアレス監督によって招集された。トーナメントの準々決勝・ブラジル代表戦でゴールを決めたが、90分に退場させられた。退場時にはニューカッスルの観衆からスタンディングオベーションを受けた。
FIFAワールドカップには2010年大会と2014年大会の2度出場した。
2019年8月16日、代表引退を発表した。

## 代表歴

### 出場大会
- ホンジュラス代表
  - 2010 FIFAワールドカップ
  - 2014 FIFAワールドカップ

### 試合数
- 国際Aマッチ 52試合 4得点（2009年-2017年）[4]

| ホンジュラス代表 | 国際Aマッチ | 国際Aマッチ |
| 年               | 出場        | 得点        |
| ---------------- | ----------- | ----------- |
| 2009             | 8           | 2           |
| 2010             | 8           | 1           |
| 2011             | 7           | 0           |
| 2012             | 3           | 0           |
| 2013             | 13          | 0           |
| 2014             | 6           | 1           |
| 2015             | 1           | 0           |
| 2016             | 4           | 0           |
| 2017             | 2           | 0           |
| 通算             | 52          | 4           |

### 得点
2014年6月1日現在
| No | 開催日        | 開催地         | 対戦国         | 得点 | 試合結果 | 試合概要                    |
| -- | ------------- | -------------- | -------------- | ---- | -------- | --------------------------- |
| 1. | 2009年2月1日  | テグシガルパ   | エルサルバドル | 1–0  | 1–0      | UNCAFカップ2009             |
| 2. | 2009年7月11日 | フォックスボロ | グレナダ       | 2–0  | 4–0      | 2009 CONCACAFゴールドカップ |
| 3. | 2010年1月23日 | カーソン       | アメリカ合衆国 | 3–0  | 3–1      | 親善試合                    |
| 4. | 2014年6月1日  | ヒューストン   | イスラエル     | 1–1  | 2–4      | 親善試合                    |

## 人物
2008年3月にアメリカ合衆国の市民権を取得した。このためMLSでは国内選手扱いとなっている。

## タイトル

### クラブ
スポルティング・カンザスシティ
- USオープンカップ: 2012, 2015, 2017

ウィガン・アスレティックFC
- FAカップ: 2012–13